# Montefiorino

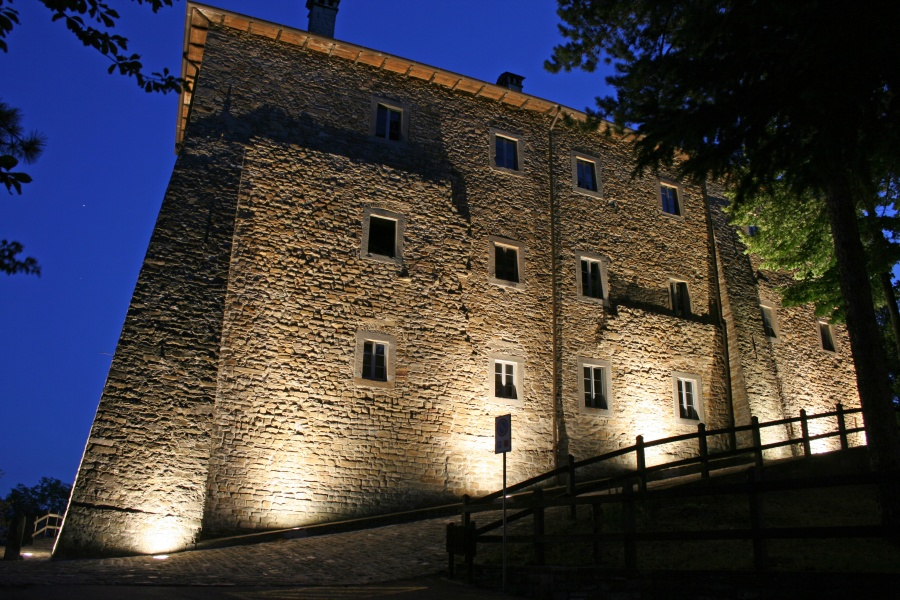
Der Rocca di Montefiorino

Montefiorino ist eine italienische Gemeinde (comune) mit 2111 Einwohnern (Stand 31. Dezember 2023) in der Provinz Modena in der Emilia-Romagna. Die Gemeinde liegt etwa 50 Kilometer von Modena in der Unione di Comuni Montani Valli Dolo, Dragone e Secchia und grenzt unmittelbar an die Provinz Reggio Emilia. Der Dolo bildet die nordwestliche Gemeindegrenze.

## Gemeindepartnerschaften
Montefiorino unterhält eine Partnerschaft mit der französischen Gemeinde Carqueiranne im Département Var.

## Verkehr
Durch die Gemeinde führt die frühere Strada Statale 486 di Montefiorino (heute eine Provinzstraße) von Modena nach Pievepelago.